# Marystow
Marystow lub Stowe St Mary – wieś i civil parish w Anglii, w Devon, w dystrykcie West Devon. W 2011 roku civil parish liczyła 254 mieszkańców.